# Shane Claiborne
Shane Claiborne (Maryville, 11 de julho de 1975) é um líder cristão evangélico estadunidense, ativista social, autor e co-fundador da comunidade intencional The Simple Way e dos Cristãos das Letras Vermelhas.

## Biografia
Durante sua infância, Shane frequentou uma igreja metodista. Seu pai, que era um veterano da Guerra do Vietnã, morreu quando ele tinha 9 anos. Após ser convidado para uma igreja pentecostal por amigos do colégio, ele se tornou membro e foi batizado.
Estudou Sociologia e Pastoral Juvenil na Universidade do Leste e formou-se Bachelor of Arts em 1997. Também frequentou o Princeton Theological Seminary, mas não concluiu.
Foi aluno de Tony Campolo, por quem foi profundamente influenciado. No primeiro ano de faculdade, com outros colegas, se envolveu na defesa da população de rua. Com um amigo, Shane trabalhou durante um verão com as Missionárias da Caridade e Madre Teresa em Calcutá, Índia. Também serviu na megaigreja Willow Creek Community Church em Chicago. Em 1998, com outros cinco graduados da Universidade do Leste, fundou a comunidade intencional The Simple Way no bairro Kensington, em Filadélfia. Atualmente, a comunidade realiza distribuição de alimentos, serviços de emergência e celebrações de bairro.
Em 2003, poucos dias depois do início da Guerra do Iraque, Shane e outros ativistas em missão de paz, teve seu carro alcançado por uma explosão de bomba; foram resgatados por civis iraquianos e levados a um hospital. Até o início de 2020, Claiborne foi preso 40 vezes por desobediência civil. No combate à política de armas nos Estados Unidos, promove campanhas de transformar armas em ferramentas de jardinagem.
Em 2006, publicou o livro The Irresistible Revolution: Living as an Ordinary Radical, um apelo à simplicidade voluntária e à justiça social cristã.
Em 2007, com Tony Campolo, fundou Cristãos das Letras Vermelhas, visando reunir evangélicos que acreditam na importância de insistir nas questões de justiça social evocadas por Jesus (em vermelho em algumas traduções da Bíblia). Em 2020, a rede abrangia cerca de 120 congregações de igrejas e outros grupos nos Estados Unidos e alguns outros países.
Em junho de 2008, com Chris Haw, visitou igrejas e centros comunitários em diferentes cidades dos Estados Unidos em um ônibus escolar reformado abastecido com óleo vegetal usado, marcado "Jesus for President", para palestrar sobre justiça social. Em setembro, eles publicaram o livro Jesus for President: Politics for Ordinary Radicals. Em 2023, publicou o livro Rethinking Life: Embracing the Sacredness of Every Person, obra que clama pela extensão da definição cristã do movimento "pró-vida" a outras questões além do aborto, como violência armada, pobreza, pena de morte e abertura à imigração. 

## Vida pessoal
Após passar anos em voto temporário de celibato, Shane conheceu Katie Jo Brotherton e se casou em 7 de maio de 2011. Ele é membro de uma igreja anabatista.
Em 2010, Claiborne recebeu um doutorado honoris causa da Universidade do Leste. No final de 2022, foi um dos homenageados com o The Beloved Community Awards do The King Center's, entregue em janeiro de 2023, pela Dra. Bernice King, filha de Martin Luther King Jr.

## Obras
- The Irresistible Revolution: Living as an Ordinary Radical (2006) ISBN 0-310-26630-0
- Iraq Journal 2003 (2006) ISBN 978-0974479675
- Jesus for President: Politics for Ordinary Radicals, com Chris Haw (2008) ISBN 0-310-27842-2
- Becoming the Answer to Our Prayers: Prayer for Ordinary Radicals, com Jonathan Wilson-Hartgrov (2008) ISBN 0-8308-3622-5
- Follow Me to Freedom: Leading and Following As an Ordinary Radical, com John M. Perkins (2009) ISBN 0-8307-5120-3
- Common Prayer: A Liturgy for Ordinary Radicals, com Jonathan Wilson-Hartgrove e Enuma Okoro (2010) ISBN 0-310-32619-2
- Red Letter Revolution: What If Jesus Really Meant What He Said?, com Tony Campolo (2012) ISBN 9781400204182
- Letters to a Future Church: Words of Encouragement and Prophetic Appeals, autor de um dos capítulos, editado por Chris Lewis (2012) ISBN 9780830836383
- Red Letter Christianity: Living the Words of Jesus No Matter the Cost (2013) ISBN 9781444745399
- Jesus, Bombs, and Ice Cream Study Guide: Building a More Peaceful, com Ben Cohen (2013); ISBN 9780310693680
- The Irresistible Revolution, Updated and Expanded: Living as an Ordinary Radical (2016) ISBN 0-310-34370-4
- Executing Grace: How the Death Penalty Killed Jesus and Why It's Killing Us (2016) ISBN 978-0-06-234737-4
- Still Evangelical?: Insiders Reconsider Political, Social, and Theological Meaning, autor de um dos capítulos, editado por Mark Labberton (2018) ISBN 978-0830845378
- Beating Guns: Hope for People Who Are Weary of Violence, com Michael Martin (2019) ISBN 978-1-58-743413-6
- Rethinking Life: Embracing the Sacredness of Every Person (2023) ISBN 978-0310363842